# Conseil privé du comte de Barcelone
Pour les articles homonymes, voir Conseil privé.
Le Conseil privé du comte de Barcelone est une organisation privée à caractère consultatif créée par Juan de Bourbon.

## Histoire
Après son départ de Lausanne en 1946 et son installation à Estoril, non loin de Lisbonne, Juan de Bourbon se constitue un conseil privé le 6 avril 1946,. Lors de sa première réunion en mars 1947, il déclare que toute négociation avec les dissidents républicains n'irait jamais plus loin que les concessions de la Constitution canoviste de 1876, ligne contredite plus tard par certaines déclarations du prétendant bourbonnien relatives à l'organisation d'un référendum sur la forme du gouvernement en Espagne.
Cependant, si au cours de sa première décennie d'activité, l'appartenance au Conseil privé n'était qu'une distinction honorifique, avec l'adhésion en 1956 de Gonzalo Fernández de la Mora et la mise en place en 1957 d'une commission permanente traitant des affaires politiques, l'activité de l'entité change du tout au tout opérationnellement. Elle était composée de 90 membres environ, plus ou moins actifs, dont la plupart appartenaient à l'aristocratie financière.
D'autre part, le comte de Barcelone avait également un autre organe politique, le secrétariat politique, qui faisait office d'organe exécutif. Il a été décrit comme un corps « inopérant et hétérogène » et manquant de « dynamisme et de résultats ».
En 1962, le Conseil privé (et le comte de Barcelone) refuse de soutenir José María Gil-Robles pour sa participation au Congrès de Munich. Gil-Robles préfère alors démissionner comme membre du Conseil.
À la suite de la désignation par Franco de Juan Carlos de Bourbon comme son successeur, l'organe est dissous en juillet 1969 de même que le secrétariat,,.